# Upplands runinskrifter 407
Upplands runinskrifter 407 är ett vikingatida runstensfragment av granit i Bärmö, Sankt Pers socken och Sigtuna kommun. Runstensfragmentet är cirka 0,5 gånger 0,4 meter stort med en runhöjd på 8 centimeter. Johannes Bureus rapporterade om stenen som "itu sunder sl(agen)", och att den ena halvan var borta. Ett fragment av stenen har sedan påträffats.

## Inskriften
Translitterering av runraden:
[frystin] (a)uk · sibi [auk kai... ...nfo...]
Normalisering till runsvenska:
Frøystæinn ok Sibbi ok Gæi[ʀ]... ...
Översättning till nusvenska:
Frösten och Sibbe och Ger-...